# Foil kite

Schema di un foil kite a celle aperte

I foil kite sono aquiloni che non presentano una struttura rigida.
Sono formati da un numero variabile di celle che vanno dal lato anteriore (bordo d'attacco) al lato posteriore (bordo d'uscita). Le celle (o cassoni) hanno dei fori che permettono all'aria di entrare e gonfiare l'aquilone, conferendo così a quest'ultimo una forma adatta al volo.
In base al tipo di celle, si possono distinguere 2 tipi di kite foil: quelli a celle aperte e quelli a celle chiuse. Nei primi tutti i cassoni sono aperti sul lato anteriore per permettere all'aria di entrare e gonfiare la struttura mentre nei secondi solo alcuni cassoni risultano essere aperti (solitamente quelli in posizione più centrale sul bordo d'attacco).
Questi aquiloni sono in grado di generare molta trazione e questo fa sì che vengano usati in attività come kitesurfing, snowkiting e kite buggying/landboarding. Mentre per lo snowkiting e per kite buggying/landboarding si possono usare tutti i tipi di aquiloni foil, per il kiteboarding bisogna che il kite sia del tipo a celle chiuse, questo perché in caso di caduta in acqua dell'ala un foil a celle aperte tenderebbe a lasciare entrare acqua nella struttura della vela appesantendola e rendendo così difficile se non impossibile il rilancio. Il processo di gonfiaggio attuato dal vento risulta essere ovviamente più lento per un kite a celle chiuse in quanto l'aria può entrare solo da un numero limitato di "bocche" e si deve diffondere in tutta la struttura tramite delle apposite aperture situate sulle membrane che separano un cassone da un altro.